# 免渡河镇
免渡河镇，是中华人民共和国内蒙古自治区呼伦贝尔市牙克石市下辖的一个乡镇级行政单位。

## 行政区划
免渡河镇下辖以下地区：
免辉社区、免新社区、免伟社区、丰收村、团结村、胜利村和先进村。